# James Braid (läkare)
James Braid, född 19 juni 1795 och död 25 mars 1860, var en brittisk läkare.
Braid upptäckte 1841 att ett långvarigt betraktande av ett glänsande föremål kunde framkalla egendomliga sömnliknande tillstånd (braidism), vilket han ansåg vara en från mesmerismen skild företeelse, som han kallade hypnotism. Han använde denna metod för behandling av nervösa störningar.